# Christine Rudolf
Christine Rudolf (* 2. Februar 1965 in Freiberg am Neckar) ist eine deutsche Politikerin (SPD). Sie war von 1996 bis 2011 Mitglied im baden-württembergischen Landtag.

## Leben und Beruf
Nach dem Abitur in Freiberg schloss Christine Rudolf ihr Studium der Politik, Volkswirtschaft und Linguistik 1994 in Stuttgart mit dem Magister Artium ab. Anschließend war sie in einem Verlag tätig und war von 1995 bis 1996 persönliche Mitarbeiterin der baden-württembergischen Landtagsabgeordneten Birgit Kipfer.
Rudolf ist mit Ulrich Maurer verheiratet und hat zwei Söhne.
2011 schrieb sie ihre Promotion zum Thema „Gender Budgeting in Länderparlamenten“. 2011 war sie Lehrbeauftragte an der Universität Potsdam am Lehrstuhl für Politikwissenschaft, Verwaltung und Organisation, seit 2012 an der Hochschule für Technik und Wirtschaft Berlin im Studiengang Wirtschaft und Politik.
Rudolf war von 2010 bis 2016 Ratsmitglied von Attac Deutschland für die Gender AG. Seit 2015 ist sie geschäftsführender Vorstand in der Genossinnenschaft Schokofabrik eG. Zudem ist sie Mitglied im Wissenschaftlichen Beirat von efas, einem Netzwerk feministischer Ökonomie.
Sie forscht (Stand 2017) seit 2014 gemeinsam mit Mascha Madörin, Silke Chorus, Bettina Haidinger, Käthe Knittler und Tove Soiland zu Fragen der feministischen Makroökonomie.

## Politik
1984 trat Rudolf der SPD bei und wurde Sprecherin der Jusos. Im gleichen Jahr wurde sie in den Gemeinderat von Freiberg am Neckar gewählt, dem sie bis 1990 angehörte. Von 1994 bis 1999 war sie Mitglied des Kreistages des Landkreises Ludwigsburg, in dem sie 1996 zur stellvertretenden Vorsitzenden der SPD-Fraktion gewählt wurde. Von 1996, als sie für den ausgeschiedenen Abgeordneten Harald B. Schäfer in den Landtag nachrückte, bis 2011 war sie Abgeordnete des Landtags von Baden-Württemberg. Dort vertrat Rudolf stets ein Zweitmandat im Wahlkreis Bietigheim-Bissingen und war Mitglied im Finanzausschuss.

## Werke
- Christine Rudolf, Doreen Heide u. a. (Hg.): Schneewittchen rechnet ab: Feministische Ökonomie für anderes Leben, Arbeiten und Produzieren, ein Werkstattbuch aus der Attac-Gender-AG, Hamburg 2013, ISBN 978-3-89965-576-6.
- R. Johanna Regnath, Christine Rudolf (Hg.): Frauen und Geld: Wider die ökonomische Unsichtbarkeit von Frauen, Königstein/Taunus 2008, ISBN 978-3-89741-272-9.
- Christine Rudolf: Gender Budgeting in deutschen Bundesländern, Wiesbaden 2018, ISBN 978-3-658-15932-0.